# バズ★ナイトナマー!
『バズ★ナイトナマー!』は、毎日放送（MBSテレビ）で、2020年5月28日から12月17日まで毎週木曜日の23:56 - 翌日0:25（日本時間）に編成されていた生放送のバラエティ番組である。

## 概要
2020年4月改編により、3月まで同時間帯で放送された『メッセンジャーの○○は大丈夫なのか?』の後番組ながらも、30分ずつに枠を分割。後半枠の『田村淳のコンテンツHolic』とともに、同年4月23日から開始予定であったが、新型コロナウイルスの感染拡大の影響を受けて、上記の通り5月28日に延期された。
内容は、若手お笑い芸人たちが毎週動画を投稿していく番組であり、バズらなければオンエアされない。番組タイトルは、ディズニー映画の『バズ・ライトイヤー』をモジっており、「バズ」は「話題になる」、「ナマー」は「生放送」を意味している。
番組開始に先駆けて5月21日には、生配信を実施した。
前期はtwitter・instagram・youtubeの3つのSNS(7月23日放送分からはtiktokも入れた4つ）での再生回数を合計し、ランキングを決定していた。
複数の動画をアップしている場合は、その中で最も再生回数の合計が多い1本を対象とする。
5週連続で1位になると「殿堂入り」となる。
10月15日放送分からは前述の4つに加え、アキナ・松浦景子（殿堂入り芸人）による審査も含めた6ジャンルでそれぞれのランキングを集計し、それをポイント化してランキングを決定する。

## 出演者

### MC
- アキナ（山名文和・秋山賢太）

殿堂入り芸人
- 松浦景子

参戦芸人
コンビ名の後の四角はオープニングの際に流れるコンビ名のテロップの色を表している。
- エンペラー■
- からし蓮根■
- 祇園■
- コウテイ■
- さや香■
- セルライトスパ■
- ダブルアート■
- ダブルヒガシ■
- ツートライブ■
- 天才ピアニスト■（10月22日から参戦）
- ネイビーズアフロ■
- 白桃ピーチよぴぴ■
- ビスケットブラザーズ■
- 紅しょうが■
- 森田まりこ■
- 吉田たち■
- ラニーノーズ■
- 令和喜多みな実■
- ロングコートダディ■

参戦卒業
- ミルクボーイ

## ネット局
| 放送対象地域 | 放送局          | 系列    | 放送時間（日本時間） | ネット状況 |
| ------------ | --------------- | ------- | -------------------- | ---------- |
| 近畿広域圏   | 毎日放送（MBS） | TBS系列 | 木曜 23:56 - 翌0:25  | 制作局     |

## スタッフ
- ナレーション：福島暢啓（MBSアナウンサー）
- 構成：小林仁、山本らん
- TM：喜多良平（MBS）
- TD／SW：桜井康行（MBS）
- MIX：田中聖二（MBS）
- VE：奥川遼
- CAM：上田一路（MBS）
- AUD：東光信
- LD：吉田和之（MBS）
- SE／MA：山本大輔、保田悠希
- 美術：中西勇二
- タイトル：廣瀬康次郎
- CG：田中裕司
- VIZ：三寺智之（MBS）
- EED：岸本元博（MBS）、上田重樹・徳安悠治・高浦祐希（いずれもよしもとBE編集室）
- テロップ：山澤忍
- TK：前田典子
- 協力：よしもとブロードエンタテインメント、Google、NTTぷらら、放送映画製作所、関西東通、サウンドエースプロダクション、戯音工房、えむき、タイトルラボ
- 編成：藤原大輔（MBS）
- 宣伝：水野愛美（MBS）
- コンテンツ：倉林大介、青木良、村田博司、高田将志、加藤司、西中理紗、常山貴司、和氣正紀
- デスク：西城栄里（MBS）
- ディレクター：前等（よしもとブロードエンタテインメント）、岩田充弘（よしもとブロードエンタテインメント）、朝比奈夢花、藤本和希、橋本都、厨子幸三、榑松佑真（MBS）、氏家聡志（MBS）、増井一徳（MBS）、津嶋綾菜（MBS）、竹内成修（MBS）、福井彩音（MBS）、岩下岳周（MBS）、大谷鋭周
- 演出：亀山陽平（MBS）
- プロデューサー：森貴洋（MBS）、車谷尚彦（吉本興業）、真鍋理恵（よしもとブロードエンタテインメント）
- 制作：新堂裕彦（MBS）
- 制作協力：吉本興業
- 製作著作：MBS（毎日放送）